# Achalcus brevinervis
Achalcus brevinervis är en tvåvingeart som beskrevs av Van Duzee 1930. Achalcus brevinervis ingår i släktet Achalcus och familjen styltflugor. Inga underarter finns listade i Catalogue of Life.